# Issa Samb
Pour les articles homonymes, voir Samb.
Issa Samb – également connu sous le nom de Joe Ouakam, du nom de son quartier d'origine –, né le 31 décembre 1945 à Dakar (Ouakam) et mort le 25 avril 2017 dans cette ville, est un sculpteur, peintre, acteur, critique, auteur, poète, dramaturge et philosophe sénégalais.

## Biographie
Figure emblématique du mouvement Agit-Art, créé au début des années 1970 avec le réalisateur Djibril Diop Mambéty et un collectif d'artistes, d'écrivains et de cinéastes, Issa Samb vit et travaille à Dakar.
Il est l'un des premiers à critiquer ouvertement l'idéologie de la Négritude promue par Senghor, dénonce la tournure politique prise par les arts au Sénégal et, comme El Hadj Sy, souligne la nécessité pour les artistes de créer des structures indépendantes, des associations, en se détachant de la ligne politique. À travers une œuvre plus sombre et inquiétante, il prend ses distances envers l'École de Dakar.
Comme beaucoup d'artistes et d'intellectuels de sa génération il fraie dans sa jeunesse avec le mouvement maoïste malgré la répression.
La Galerie nationale d'art de Dakar lui a consacré une rétrospective en 2010.
Le réalisateur tunisien Taïeb Louhichi lui consacre un documentaire en 1994 "Ker Joe Ouakam".

## Publication
- Issa Samb,  Parole ! Parole ? Parole ! – Issa Samb et la forme indéchiffrable, Berlin/Dijon, Allemagne/France, Sternberg Press/Les Presses du réel, 2014, 300 p.  (ISBN 978-3-95679-027-0)